# Chris Scharmin
Chris Scharmin, né le 9 avril 1966 à Thourout,, est un coureur cycliste belge.

## Biographie
En juillet 1986, Chris Scharmin se distingue en devenant champion de Belgique amateur. Il passe ensuite professionnel en avril 1987 au sein de l'équipe AD Renting. Actif dans des kermesses, il se distingue lors de la saison 1988 en remportant le Grand Prix de Zottegem. Il termine par ailleurs deuxième du Grand Prix de Mauléon-Moulins. 
En 1989, il évolue au sein de la structure Domew-Weilmann. L'année suivante, il se classe troisième d'une étape du Tour de Bavière, avec la formation La William-Saltos. Il obtient par ailleurs une victoire et diverses places d'honneur dans des compétitions belges.  
Il quitte prématurément le niveau professionnel en 1991, alors qu'il est âgé de vingt-cinq ans. On le retrouve toutefois dans les pelotons amateurs à la fin des années 1990 et au début des années 2000. Durant cette période, il s'impose sur une édition de Gand-Staden. 

## Palmarès
- 1984
  - 2e du Keizer der Juniores
- 1986
  -  Champion de Belgique sur route amateurs
  - Champion de Flandre-Occidentale sur route
- 1987
  - 3e du Grote Prijs Dr. Eugeen Roggeman
- 1988
  - Grand Prix de la ville de Zottegem
  - 2e du Grand Prix de Cholet-Mauléon-Moulins
- 1990
  - 3e du Grand Prix de la ville de Zottegem
- 2000
  - Gand-Staden